# خربة (برشلونة)
بلدية خُربة (بالكاتالانية: Jorba) هي إحدى بلديات مقاطعة برشلونة، والتي تقع في منطقة قطلونية، شرق إسبانيا. يبلغ عدد سكانها 742 نسمة وفقاً لإحصائية سنة (2007).